# Навчальний центр Гросс-Борн
Навчальний центр Гросс Борн (нім. Truppenübungsplatz Groß Born) — військовий навчальний центр, військовий полігон, що був розташований на території німецької Померанії, поблизу містечка Гросс Борн, на південний захід від Нойштеттіна. Центр підготовки Грос-Борн був одним з найбільших та найсучасніших військових навчальних зон у Веймарській республіці та Третьому Рейху. Після поділу Німеччини навчальний центр опинився на території Польської Народної Республіки і використовувався радянськими військами на території Польщі за своїм призначенням до 1992 року.
Навчальний центр Гросс Борн був побудований в 1919 році німецьким рейхсвером для підготовки особового складу артилерії. Для створення визначеного навчального центру підготовки були очищені населені пункти Грос-Борн (старий Грос-Борн був на південь від сьогоднішнього Грос-Борна), Кнаксе і Плітніц. Сьогодні на місці новозбудованого тоді військового поселення Грос-Борн знаходиться місце Борне-Суліново. На місці були дві великі казарми, казарми в Грос-Роді та казарми в Вестфаленхофі (сьогодні полишене поселення Кломіно).
На території навчального центру формувався та проходив підготовку Німецький африканський корпус, а також низка з'єднань сухопутних військ Третього Рейху. Крім того, з 1939 по 1945 рік на місці розташувався німецький табір військовополонених Офлаг II D.